# Dreispitz (Flagge)

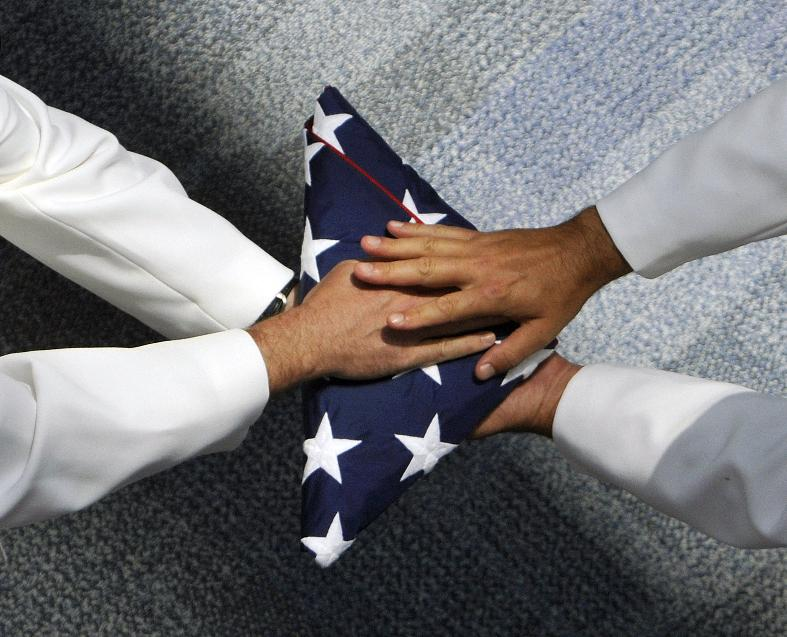
Zum „Dreispitz“ gefaltete Flagge der Vereinigten Staaten

Dreispitz (englisch cocked hat) ist die Bezeichnung für die in Dreiecksform gefaltete Flagge der Vereinigten Staaten.

## Name
Die Bezeichnung Dreispitz leitet sich ab von der gleichnamigen dreieckigen Kopfbedeckung.

## Anwendung

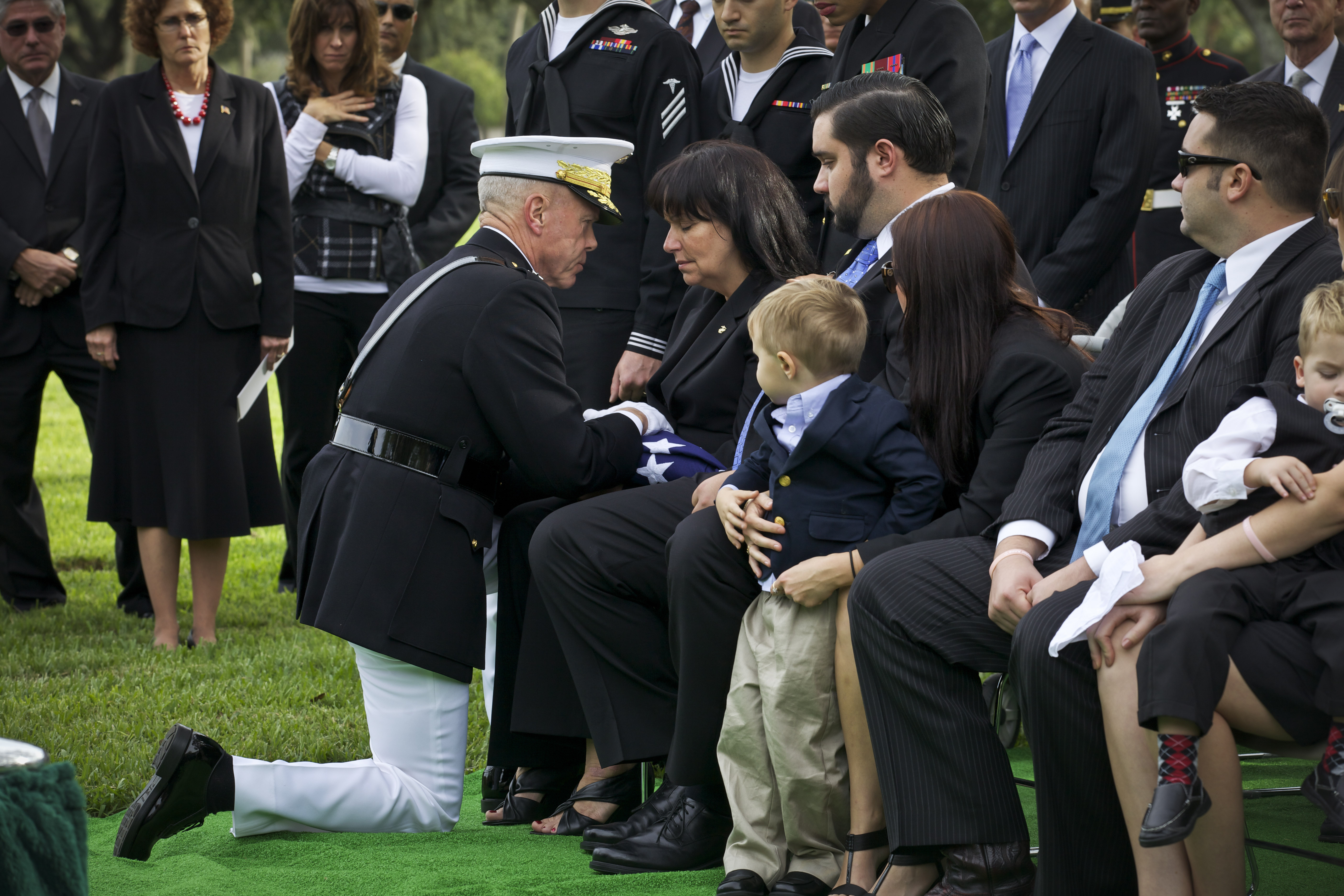
Commandant des US Marine Corps James F. Amos übergibt bei einem Militärbegräbnis eine gefaltete Flagge an die Kriegerwitwe (2013)

Obwohl nicht im Reglement der US-Streitkräfte festgelegt, hat sich für die Aufbewahrung der US-Flagge die Dreiecksform eingebürgert. Auch bei Begräbnissen von Angehörigen der Streitkräfte und herausragender Persönlichkeiten, bei denen der Sarg mit dem Sternenbanner bedeckt wird, wird die Flagge in Form des Dreispitzes gefaltet und an den nächsten Angehörigen übergeben.
Bei bestimmten Gelegenheiten, so z. B. dem Memorial Day oder dem Veterans Day wird das Einholen der Flagge mit einer besonderen Zeremonie durchgeführt, die auch das Falten des Dreispitzes beinhalten.

## Bedeutung

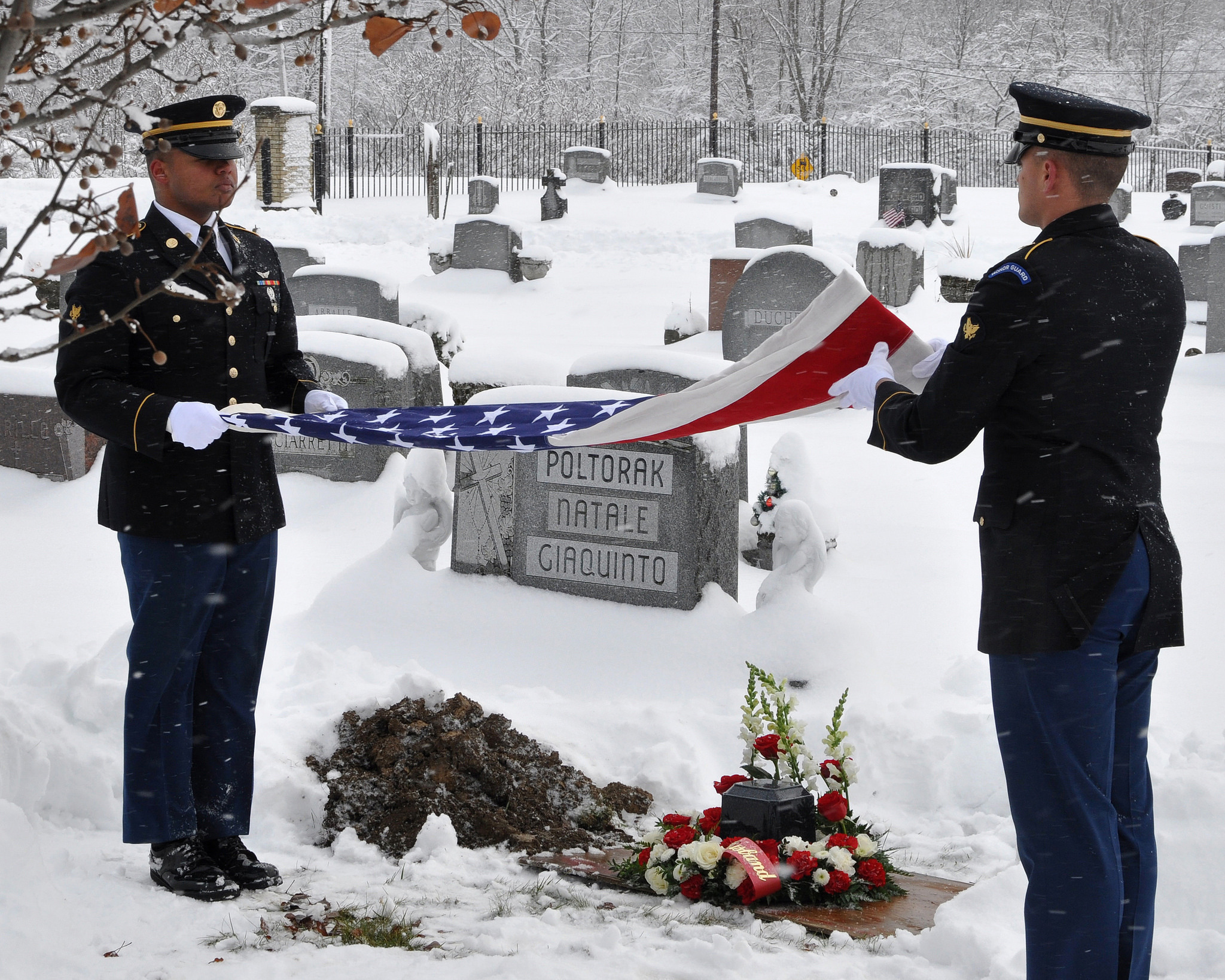
Faltung der Flagge bei einem Militärbegräbnis (2014)

Das Sternenbanner hat für die Bewohner der Vereinigten Staaten eine besondere Bedeutung, die sich auch im Umgang mit der Flagge und dem Respekt, der ihr entgegengebracht wird, zeigt. Die Aufbewahrung in dreieckiger Form ist daher nicht nur als platzsparend und schonend für den Flaggenstoff zu sehen, der in dieser Form nur auf einer geringen Fläche äußeren Einflüssen ausgesetzt ist, sondern auch in einem respektvollen Umgehen mit diesem Symbol.

## Faltung

Falten der Flagge zum Dreispitz

Die Flagge wird, um sie korrekt in die dreieckige Form zu bringen, zwei Mal in Längsrichtung gefaltet, danach werden 13 jeweils dreieckige Faltungen des entstehenden Streifens vorgenommen. Etwa noch überstehende Reste des Flaggentuchs werden zum Schluss eingeschlagen, damit ein kompaktes Paket entsteht. Sichtbar bleibt nunmehr nur eine Ecke der sternenbesetzten Gösch.

## Andere Staaten

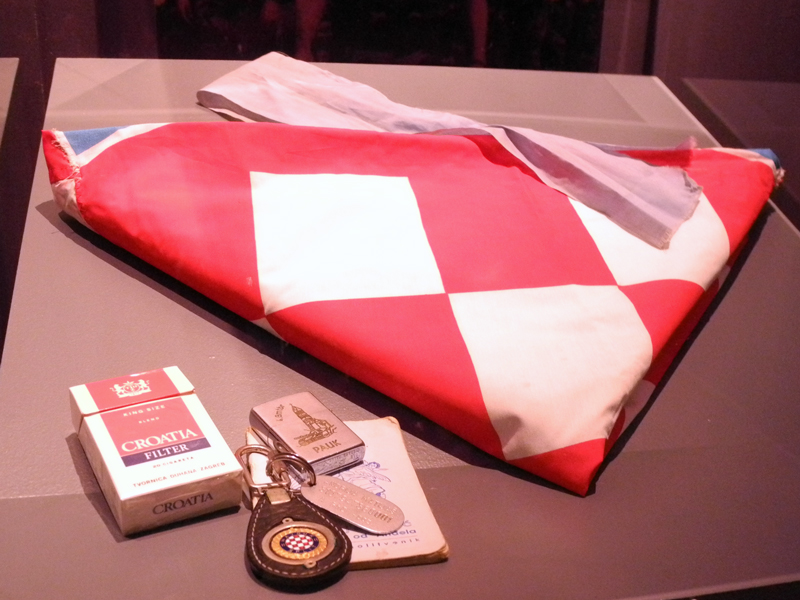
Kroatische Flagge in Dreiecksform für den gefallenen kroatischen General Andrija Matijaš Pauk (Museum für kroatische Geschichte, Zagreb)

Die Faltung in Dreiecksform hat sich auch bei den kroatischen Streitkräften eingebürgert. So wird die Flagge Kroatiens bei militärischen Anlässen in gleicher Art zur Aufbewahrung gefaltet.